# مادرهای بد
مادرهای بد (به انگلیسی: Bad Moms) فیلمی کمدی آمریکایی محصول سال ۲۰۱۶ به کارگردانی جان لوکاس و اسکات مور است..
در سال ۲۰۱۷ دنباله این فیلم با نام کریسمس مادرهای بد اکران شد.

## خلاصه داستان
ایمی میچل یک زن متاهل و مادر دو نوجوان به اسم‌های جین(یک دختر سختکوش و همواره مضطرب) و دیلن(یک پسر تنبل) است. ایمی سخت تلاش می‌کند که مادر خوبی برای فرزندانش باشد. طی اتفاقاتی ایمی متوجه می‌شود که مسئولیت‌های بیش از حد برعهده گرفته است و هیچ وقتی برای تفریح و خوشی در زندگیش باقی نگذاشته بنابراین تصمیم میگیرد زندگی خودش و اطرافیانش را تغییر بدهد...

## بازیگران
- میلا کونیس در نقش امی میچل
- کریستن بل در نقش کیکی
- کاترین هان در نقش کارلا
- انی مامولو در نقش ویکی
- جی هرناندس در نقش جسی هارکنس
- جیدا پینکت اسمیت در نقش استیسی
- کریستینا اپل‌گیت در نقش گویندولین
- لیلی سینق در نقش کتی
- اونا لاورنس در نقش جین میچل
- امجی انتونی در نقش دیلن
- بیلی اسلاتر در نقش واتریان
- وندل پیرس در نقش پرینسیپال بر
- دیوید والتون در نقش مایک
- مگان فرگوسن در نقش تسا
- واندا سایکس در نقش دکتر کارل
- کلارک دوک در نقش دیل کیپلر